# Réticulo-rumen

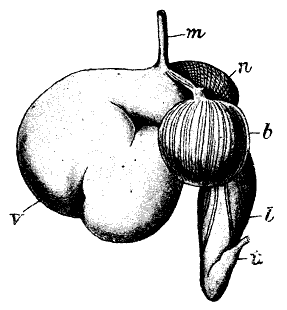
Système digestif d'un ruminant (vache).
m. œsophage, v. rumen ou panse, n. réticulum ou réseau, b. omasum ou feuillet, l. abomasum ou caillette, t. début des intestins.

Le réticulo-rumen est un organe constitué des deux premiers estomacs des Ruminants, qui comprend le rumen, ou panse, et le reticulum, ou réseau. Périodiquement, le reticulum se contracte et son contenu se mélange avec celui du rumen. Ces deux estomacs partagent toutes les minutes une population dense de micro-organismes (bactéries, protozoaires et champignons) qui fermentent les aliments.